# Молунат (Конавле)
Молунат је насељено место у саставу општине Конавле, Дубровачко-неретванска жупанија, Република Хрватска

## Географски положај
Насеље се налази на крајњем југу Хрватске, смештено у ували истоименог полуострва по којем је и добило име. Удаљено је 20 километара југоисточно од Цавтата, а 38 од Дубровника. Молунат и Цавтат су једина насеља општине Конавле која се налазе на морској обали.

## Историја
До територијалне реорганизације у Хрватској налазио се у саставу старе општине Дубровник.
У насељу има неистражених остатака римске архитектуре, а полуострво је са копнене стране заштићено зидом, који су градили Дубровчани од 1468—1471. године како би у случају опасности имали где да склоне своје породице.

## Становништво
На попису становништва 2011. године, Молунат је имао 212 становника.
| Број становника по пописима | Број становника по пописима | Број становника по пописима | Број становника по пописима | Број становника по пописима | Број становника по пописима | Број становника по пописима | Број становника по пописима | Број становника по пописима | Број становника по пописима | Број становника по пописима | Број становника по пописима | Број становника по пописима | Број становника по пописима | Број становника по пописима | Број становника по пописима |
| --------------------------- | --------------------------- | --------------------------- | --------------------------- | --------------------------- | --------------------------- | --------------------------- | --------------------------- | --------------------------- | --------------------------- | --------------------------- | --------------------------- | --------------------------- | --------------------------- | --------------------------- | --------------------------- |
| 1857                        | 1869                        | 1880                        | 1890                        | 1900                        | 1910                        | 1921                        | 1931                        | 1948                        | 1953                        | 1961                        | 1971                        | 1981                        | 1991                        | 2001                        | 2011                        |
| 0                           | 0                           | 0                           | 38                          | 43                          | 52                          | 0                           | 0                           | 109                         | 104                         | 87                          | 103                         | 149                         | 199                         | 217                         | 212                         |

Напомена: Исказује се од 1981. као самостално насеље настало издвајањем дела насеља Ђуринићи. Од 1857. до 1880. те 1921. и 1931. подаци су садржани у насељу Ђуринићи.

### Попис 1991.
На попису становништва 1991. године, насељено место Молунат је имало 199 становника, следећег националног састава:
| Попис 1991.‍ | Попис 1991.‍ | Попис 1991.‍ | Попис 1991.‍ | Попис 1991.‍ |
| ----------- | ----------- | ----------- | ----------- | ----------- |
|             |             |             |             |             |
| Хрвати      | Хрвати      |             | 195         | 97,98%      |
| Срби        | Срби        |             | 2           | 1,00%       |
| Немци       | Немци       |             | 1           | 0,50%       |
| непознато   | непознато   |             | 1           | 0,50%       |
| укупно: 199 |             |             |             |             |

## Привреда
Становништво Молунта се бави туризмом, угоститељством и риболовом. У месту постоји неколико пешчаних плажа.